# World Popular Song Festival 1974
Het World Popular Song Festival 1974 was de vijfde editie van het World Popular Song Festival. Het werd gehouden in Tokio, Japan van 15 tot 17 november 1974. Uiteindelijk trok het debuterende Noorwegen aan het langste eind en werd zo dus voor het eerst winnaar van het festival. De top 3 werd vervolledigd door België en Hongarije.
Dit jaar was er voor het eerst ook een speciale prijs voor de beste Japanse inzending. Dit was een lied dat de finale moest gehaald hebben. Deze is niet meegerekend in de resultaten.

## Deelnemende landen
32 landen van over de hele wereld hadden zich ingeschreven voor de vijfde editie van het festival. Ook België en Nederland waren van de partij. Voor het eerst namen de landen deel met meer dan één liedje. België zond er vier in, Nederland twee. Curaçao keerde na hun terugtrekking niet terug en zou uiteindelijk nooit meer deelnemen.
Nadat België de finale het vorig jaar misgelopen was, stootte België dit jaar wel weer door naar de finale. Maar liefst 3 van de 4 inzendingen haalde de finale waar ze respectievelijk 2de, 17de en 23ste werden op 23 finalisten. Nederland was voor het vierde jaar op rij vertegenwoordigd in de finale. Een van de twee liedjes kon doorstoten en eindigde op een 8ste plaats.

## Overzicht

### Beste Japanse inzending
| Land  | Taal   | Artiest        | Lied                 |
| ----- | ------ | -------------- | -------------------- |
| Japan | Japans | Yoshimi Hamada | Itsuno-manika kimiwa |

### Finale
| Plaats | Land                | Taal                         | Artiest                               | Lied                                     |
| ------ | ------------------- | ---------------------------- | ------------------------------------- | ---------------------------------------- |
| 1      | Noorwegen           | Engels                       | Ellen Nikolaysen                      | You made me feel I could fly             |
| 2      | België              | Nederlands, Engels en Japans | Nicole & Hugo                         | Met de zomer mee                         |
| 3      | Hongarije           | Hongaars                     | Viktoria Vincze                       | Hany ejjel vartam                        |
| 4      | Griekenland         | Grieks                       | Elpida                                | Min ipohoris                             |
| 5      | Japan               | Japans                       | Yuki Katsuragi                        | Kiso (Wa yama no naka)                   |
| 6      | Cuba                | Spaans                       | Farah Maria                           | El recuerdo de aquel largo viaje         |
| 7      | Brazilië            | Portugees                    | Antonio Carlos, Jocafi & Maria Creuza | Que diacho de dor                        |
| 8      | Nederland           | Engels                       | Bolland & Bolland                     | Dream your dreams                        |
| 9      | Israël              | Hebreeuws                    | Ilanit                                | Shiru shir lashemesh                     |
| 10     | Finland             | Fins                         | Marion                                | Aurinkosilmät                            |
| 11     | Japan               | Engels                       | Akira Yamazaki                        | And now                                  |
| 12     | Australië           | Engels                       | Samantha Sang                         | Can't you hear the music of my love song |
| 13     | Argentinië          | Spaans                       | Charlie Leroy                         | El ultimo adios                          |
| 14     | Oostenrijk          | Duits                        | Peter Cornelius                       | Ich verschenke meine Träume              |
| 15     | Verenigd Koninkrijk | Engels                       | Michael d'Abo                         | Stardust serenade                        |
| 16     | Hongkong            | Engels                       | Sandra Lang                           | Shau ha ha                               |
| 17     | België              | Frans                        | Ann Christy                           | Je n'ai plus que lui au monde            |
| 18     | Verenigde Staten    | Engels                       | A Taste of Honey                      | Life (Don't have to get you down)        |
| 19     | Italië              | Italiaans                    | Rosanna Fratello                      | Prendi la mia mano                       |
| 20     | Japan               | Engels                       | Chewing Gum                           | Mr. Chaplin                              |
| 21     | Japan               | Japans                       | Junko Yagami                          | Ame no hi no hitorigoto                  |
| 22     | Chili               | Spaans                       | Analya                                | Y te quiero tanto                        |
| 23     | België              | Spaans                       | Les Nanas                             | Sin piedad                               |

### Eerste halve finale
| Land                | Taal                         | Artiest                               | Lied                                     | Resultaat      |
| ------------------- | ---------------------------- | ------------------------------------- | ---------------------------------------- | -------------- |
| België              | Nederlands, Engels en Japans | Nicole & Hugo                         | Met de zomer mee                         | gekwalificeerd |
| Australië           | Engels                       | Samantha Sang                         | Can't you hear the music of my love song | gekwalificeerd |
| Japan               | Engels                       | Youko Shibata & San Francisco Kid     | March 3rd                                | uit            |
| Malta               | Engels                       | Carmen Gusman & Enzo Gusman           | World of sunshine                        | uit            |
| Hongarije           | Hongaars                     | Viktoria Vincze                       | Hany ejjel vartam                        | gekwalificeerd |
| Argentinië          | Spaans                       | Charlie Leroy                         | El ultimo adios                          | gekwalificeerd |
| Griekenland         | Grieks                       | Elpida                                | Min ipohoris                             | gekwalificeerd |
| Japan               | Japans                       | Yuki Katsuragi                        | Kiso (Wa yama no naka)                   | gekwalificeerd |
| Oostenrijk          | Duits                        | Peter Cornelius                       | Ich verschenke meine Träume              | gekwalificeerd |
| Zwitserland         | Engels                       | Peter, Sue & Marc                     | Pretty witty, chick chick                | uit            |
| West-Duitsland      | Engels                       | Jutta Weinhold                        | Toby                                     | uit            |
| Cuba                | Spaans                       | Farah Maria                           | El recuerdo de aquel largo viaje         | gekwalificeerd |
| Verenigd Koninkrijk | Engels                       | Michael d'Abo                         | Stardust serenade                        | gekwalificeerd |
| Frankrijk           | Frans                        | Jeff Barnel                           | Monde bleu                               | uit            |
| Hongkong            | Engels                       | Sandra Lang                           | Shau ha ha                               | gekwalificeerd |
| Japan               | Engels                       | Akira Yamazaki                        | And now                                  | gekwalificeerd |
| Roemenië            | Roemeens                     | Dida Dragan                           | Saminta nemuririi                        | uit            |
| Nederland           | Engels                       | Mariska Veres                         | I need you near me                       | uit            |
| Nieuw-Zeeland       | Engels                       | Shona Laing                           | Rainbow                                  | uit            |
| Japan               | Engels                       | Sparrows' Choir                       | Oh God, please                           | uit            |
| Indonesië           | Indonesisch                  | Broery Marantika                      | Cinta                                    | uit            |
| Brazilië            | Portugees                    | Antonio Carlos, Jocafi & Maria Creuza | Que diacho de dor                        | gekwalificeerd |
| België              | Frans                        | Ann Christy                           | Je n'ai plus que lui au monde            | gekwalificeerd |
| Verenigde Staten    | Engels                       | A Taste of Honey                      | Life (Don't have to get you down)        | gekwalificeerd |

### Tweede halve finale
| Land                | Taal      | Artiest             | Lied                                 | Resultaat      |
| ------------------- | --------- | ------------------- | ------------------------------------ | -------------- |
| Italië              | Italiaans | Rosanna Fratello    | Prendi la mia mano                   | gekwalificeerd |
| Japan               | Engels    | Chewing Gum         | Mr. Chaplin                          | gekwalificeerd |
| Venezuela           | Spaans    | Jose Luis Rodriguez | No hay tiempo que perder             | uit            |
| Canada              | Engels    | Patsy Gallant       | Show me the way back home            | uit            |
| Nederland           | Engels    | Bolland & Bolland   | Dream your dreams                    | gekwalificeerd |
| Zuid-Korea          | Engels    | Park Kyung Heuy     | Brilliant light in that flower       | uit            |
| Zweden              | Engels    | Bibi Johns          | Good-bye, I'm on my way to somewhere | uit            |
| Japan               | Engels    | Piment              | Leave me alone                       | uit            |
| Noorwegen           | Engels    | Ellen Nikolaysen    | You made me feel I could fly         | gekwalificeerd |
| Colombia            | Engels    | Jose & Dario        | Bus                                  | uit            |
| Zwitserland         | Engels    | Olivia Gray         | S.O.S., I need your love             | uit            |
| België              | Frans     | Leonil McCormick    | Et je me suis perdu                  | uit            |
| Japan               | Japans    | Junko Yagami        | Ame no hi no kitorigoto              | gekwalificeerd |
| Denemarken          | Engels    | Olsen Brothers      | Bye bye baby                         | uit            |
| Frankrijk           | Frans     | Benedicte           | Je ne sais pas si c'est l'amour      | uit            |
| Israël              | Hebreeuws | Ilanit              | Shiru shir lashemesh                 | gekwalificeerd |
| Filipijnen          | Filipijns | Joel Navarro        | Ang puso'y buksan                    | uit            |
| Chili               | Spaans    | Analya              | Y te quiero tanto                    | gekwalificeerd |
| Japan               | Japans    | Yoshimi Hamada      | Itsuno-manika kimiwa                 | gekwalificeerd |
| België              | Spaans    | Les Nanas           | Sin piedad                           | gekwalificeerd |
| Finland             | Fins      | Marion              | Aurinkosilmät                        | gekwalificeerd |
| Verenigd Koninkrijk | Engels    | Joe Dolan           | Lady Laura                           | uit            |

1970 · 1971 · 1972 · 1973 · 1974 · 1975 · 1976 · 1977 · 1978 · 1979 · 1980 · 1981 · 1982 · 1983 · 1984 · 1985 · 1986 · 1987 · 1988 · 1989